# Брюховичи (село)
Брю́ховичи (укр. Брюховичі) — село в Перемышлянской городской общине Львовского района Львовской области Украины.
Население по переписи 2001 года составляло 688 человек. Занимает площадь 2,09 км². Почтовый индекс — 81245. Телефонный код — 3263.